# Kolvereid
Kolvereid is een plaats in de Noorse gemeente Nærøysund in de provincie Trøndelag. Het was tot 1964 een zelfstandige gemeente in de toenmalige provincie Nord-Trøndelag. In dat jaar werd Kolvereid samengevoegd met de gemeenten Foldereid, Gravvik en Nærøy. De fusiegemeente koos voor de naam Nærøy. In 2020 fuseerde deze met Vikna tot Nærøysund. Kolvereid is een van de twee bestuurlijke centra van Nærøysund.
De plaats telt 1.448 inwoners (2007) en heeft een oppervlakte van 1,27 km². Sinds 2002 heeft de plaats de status van stad. De parochiekerk dateert uit 1874.